# Selenia lunaria
Selenia lunaria là một loài bướm đêm trong họ Geometridae.